# Atletiek op de Paralympische Zomerspelen 1996
Op de Xe Paralympische Spelen die in 1996 werden gehouden in het Amerikaanse Atlanta was atletiek een van de 19 sporten die tijdens deze spelen werd beoefend.

## Disciplines
Er stonden bij de atletiek 11 disciplines op het programma.
- Estafette
- Hardlopen
- Kegelwerpen
- Discuswerpen

- Hoogspringen
- Speerwerpen
- Verspringen
- Marathon

- Vijfkamp
- Kogelstoten
- Hink-stap-springen

## Mannen

### Estafette
| Rank | Land             | Tijd  |
| ---- | ---------------- | ----- |
| 1    | Spanje           | 42.36 |
| 2    | Duitsland        | 43.00 |
| 3    | Verenigde Staten | 43.65 |

| Rank | Land                | Tijd  |
| ---- | ------------------- | ----- |
| 1    | Hongkong            | 50.46 |
| 2    | Verenigde Staten    | 50.94 |
| 3    | Verenigd Koninkrijk | 52.18 |

| Rank | Land             | Tijd  |
| ---- | ---------------- | ----- |
| 1    | Australië        | 45.40 |
| 2    | Oostenrijk       | 46.55 |
| 3    | Verenigde Staten | 49.72 |

| Rank | Land      | Tijd  |
| ---- | --------- | ----- |
| 1    | Duitsland | 56.05 |

| Rank | Land             | Tijd    |
| ---- | ---------------- | ------- |
| 1    | Spanje           | 3:28.65 |
| 2    | Duitsland        | 3:33.61 |
| 3    | Verenigde Staten | 3:53.36 |

| Rank | Land        | Tijd    |
| ---- | ----------- | ------- |
| 1    | Frankrijk   | 3:14.45 |
| 2    | Zwitserland | 3:16.46 |
| 3    | Canada      | 3:21.63 |

### Hardlopen

#### 100 m
| Klasse | tijd  | land | Goud                | land | Zilver                | land | Brons                |
| ------ | ----- | ---- | ------------------- | ---- | --------------------- | ---- | -------------------- |
| T10    | 11.66 | ESP  | Julio Requena       | ESP  | Jose Manuel Rodriguez | GBR  | Andrew Curtis        |
| T11    | 11.38 | ESP  | Juan Antonio Prieto | POL  | Miroslaw Pych         | ESP  | Jorge Nunez          |
| T12    | 11.01 | ITA  | Aldo Manganaro      | CUB  | Enrique Caballero     | AUS  | Leroi Court          |
| T32    | 19.90 | AUS  | Lachlan Jones       | CAN  | Joseph Radmore        | GBR  | Paul Williams        |
| T33    | 16.46 | USA  | William Davis       | SWE  | Gunnar Krantz         | USA  | David Larson         |
| T34    | 14.34 | ARG  | Suarez Nestor       | AUS  | Jaime Romaguera       | GBR  | Paul Hughes          |
| T35    | 13.22 | KOR  | Du Chun Kim         | ESP  | Fernando Gomez        | USA  | Freeman Register     |
| T36    | 12.03 | ALG  | Mohamed Allek       | GER  | Peter Haber           | EGY  | Ahmed Hassan Mahmoud |
| T37    | 11.90 | GBR  | Stephen Payton      | USA  | Lincoln Scott         | BRA  | Douglas Amador       |
| T42    | 13.55 | SUI  | Lukas Christen      | FRA  | Paul Gregori          | USA  | Todd Schaffhauser    |
| T43-44 | 11.36 | USA  | Tony Volpentest     | AUS  | Neil Fuller           | AUS  | Bradley Thomas       |
| T45-46 | 11.11 | NGR  | Adeoye Ajibola      | ISL  | Geir Sverrisson       | AUT  | Klaus Felser         |
| T51    | 17.62 | USA  | Paul Nitz           | CAN  | Andre Beaudoin        | CAN  | Dean Bergeron        |
| T52    | 15.22 | AUS  | John Lindsay        | JPN  | Yasuhiro Une          | USA  | Matthew Parry        |
| T53    | 14.45 | GBR  | David Holding       | SWE  | Hakan Eriksson        | FRA  | Claude Issorat       |

#### 200 m
| Klasse | tijd  | land | Goud             | land | Zilver              | land | Brons                |
| ------ | ----- | ---- | ---------------- | ---- | ------------------- | ---- | -------------------- |
| MH     | 22.20 | GBR  | Nigel Bourne     | USA  | Tico Clawson        | GBR  | Kenneth Colaine      |
| T10    | 23.80 | ESP  | Julio Requena    | GBR  | Andrew Curtis       | URU  | Jorge Llerena        |
| T11    | 22.89 | CUB  | Omar Moya        | ESP  | Juan Antonio Prieto | GER  | Holger Geffers       |
| T12    | 22.57 | DOM  | Robert Jimenez   | ITA  | Aldo Manganaro      | USA  | Arthur Lewis         |
| T34-35 | 26.96 | USA  | Freeman Register | POR  | J. Moreira da Cruz  | KOR  | Du Chun Kim          |
| T36    | 24.32 | ALG  | Mohamed Allek    | GER  | Peter Haber         | EGY  | Ahmed Hassan Mahmoud |
| T37    | 24.34 | GBR  | Stephen Payton   | BRA  | Douglas Amador      | AUS  | Darren Thrupp        |
| T42    | 27.62 | SUI  | Lukas Christen   | FRA  | Paul Gregori        | GER  | Lothar Overesch      |
| T43-44 | 23.28 | USA  | Tony Volpentest  | AUS  | Neil Fuller         | SUI  | Patrick Stoll        |
| T45-46 | 21.89 | NGR  | Adeoye Ajibola   | ISL  | Geir Sverrisson     | RSA  | Daniel Louw          |
| T51    | 31.44 | CAN  | Dean Bergeron    | USA  | Shawn Meredith      | USA  | Bradley Ramage       |
| T52    | 26.90 | JPN  | Yasuhiro Une     | AUS  | John Lindsay        | GER  | Wolfgang Petersen    |
| T53    | 26.07 | FRA  | Claude Issorat   | SWE  | Hakan Eriksson      | GBR  | David Holding        |

#### 400 m
| Klasse | tijd    | land | Goud                  | land | Zilver            | land | Brons                |
| ------ | ------- | ---- | --------------------- | ---- | ----------------- | ---- | -------------------- |
| T10    | 52.92   | POR  | Ramiao Game Domingos  | ESP  | Jose Luis Tovar   | POR  | Carlos Lopes         |
| T11    | 50.02   | CUB  | Omar Moya             | ESP  | Sergio Sanchez    | GER  | Ingo Geffers         |
| T12    | 50.72   | CUB  | Ambrosio Zaldivar     | ALG  | Youcef Boudjeltia | ITA  | Aldo Manganaro       |
| T36    | 56.15   | EGY  | Ahmed Hassan Mahmoud  | FRA  | Lamouri Rahmouni  | HKG  | Yiu Cheung Cheung    |
| T37    | 54.23   | GBR  | Stephen Payton        | RSA  | Malcolm Pringle   | ESP  | Jose Manuel Gonzalez |
| T42-46 | 50.23   | CIV  | Oumar Basakoulba Kone | ISL  | Geir Sverrisson   | FRA  | Patrice Gerges       |
| T50    | 1:22.16 | ITA  | Alvise de Vidi        | SWE  | Tim Johansson     | SUI  | Giuseppe Forni       |
| T51    | 1:01.90 | USA  | Shawn Meredith        | CAN  | Dean Bergeron     | CAN  | Andre Beaudoin       |
| T52    | 52.43   | GER  | Winfried Sigg         | GER  | Markus Pilz       | AUS  | John Lindsay         |
| T53    | 48.67   | FRA  | Claude Issorat        | CAN  | Jeffrey Adams     | NZL  | Jeferey Muralt       |

#### 800 m
| Klasse | tijd    | land | Goud                  | land | Zilver                  | land | Brons           |
| ------ | ------- | ---- | --------------------- | ---- | ----------------------- | ---- | --------------- |
| T10    | 2:05.48 | POR  | Ramiao Game Domingos  | POR  | Paulo de Almeida Coelho | ESP  | Pedro Delgado   |
| T11    | 1:59.90 | ESP  | Sergio Sanchez        | ESP  | Jose Saura              | ESP  | Ruben Delgado   |
| T34-36 | 2:09.67 | USA  | Joseph Parker         | POL  | Andrzej Wrobel          | ALG  | Faouzi Bellele  |
| T37    | 2:06.78 | RSA  | Malcolm Pringle       | GBR  | John Nethercott         | NED  | Manfred Kooy    |
| T44-46 | 1:55.45 | CIV  | Oumar Basakoulba Kone | AUS  | David Evans             | ALG  | Bachir Zergoune |
| T50    | 2:46.34 | ITA  | Alvise de Vidi        | AUS  | Fabian Blattman         | USA  | Bart Dodson     |
| T51    | 2:09.57 | USA  | Shawn Meredith        | CAN  | Dean Bergeron           | SWE  | Per Vesterlund  |
| T52    | 1:41.71 | BEL  | Steve Orens           | SUI  | Heinz Frei              | CAN  | Marc Quessy     |
| T53    | 1:38.34 | CAN  | Jeffrey Adams         | USA  | Scot Hollonbeck         | FRA  | Mustapha Badid  |

#### 1500 m
| Klasse | tijd    | land | Goud                    | land | Zilver           | land | Brons               |
| ------ | ------- | ---- | ----------------------- | ---- | ---------------- | ---- | ------------------- |
| T10    | 4:08.52 | POR  | Paulo de Almeida Coelho | GBR  | Robert Matthews  | USA  | Henry Willis        |
| T11    | 4:01.19 | ESP  | Jose Antonio Sanchez    | ESP  | Cesar Carlavilla | LTU  | Saulius Leonavicius |
| T12    | 3:57.53 | PAN  | Said Gomez              | CAN  | Stuart McGregor  | FRA  | Christophe Carayon  |
| T34-37 | 4:24.82 | POL  | Andrzej Wrobel          | RSA  | Malcolm Pringle  | ALG  | Faouzi Bellele      |
| T44-46 | 3:59.68 | AUS  | David Evans             | CHN  | Yanjian Wu       | FRA  | Emmanuel Lacroix    |
| T50    | 5:09.41 | AUS  | Fabian Blattman         | ITA  | Alvise de Vidi   | SWE  | Tim Johansson       |
| T51    | 4:00.86 | SWE  | Per Vesterlund          | CAN  | Dean Bergeron    | CAN  | Clayton Gerein      |
| T52-53 | 3:05.52 | SUI  | Heinz Frei              | USA  | Scot Hollonbeck  | FRA  | Philippe Couprie    |

#### 5000 m
| Klasse | tijd     | land | Goud                    | land | Zilver             | land | Brons             |
| ------ | -------- | ---- | ----------------------- | ---- | ------------------ | ---- | ----------------- |
| T10    | 16:04.28 | POR  | Paulo de Almeida Coelho | MEX  | Alejandro Guerrero | USA  | Henry Willis      |
| T11    | 15:24.66 | GBR  | Noel Thatcher           | LTU  | Kestutis Bartkenas | POL  | Waldemar Kikolski |
| T12    | 15:01.49 | PAN  | Said Gomez              | CUB  | Diosmani Gonzalez  | RUS  | Ildar Pomykalov   |
| T34-37 | 16:34.36 | USA  | Joseph Parker           | ALG  | Faouzi Bellele     | BEL  | Benny Govaerts    |
| T44-46 | 15:02.00 | ESP  | Javier Conde            | CHN  | Yanjian Wu         | FRA  | Emmanuel Lacroix  |
| T51    | 13:39.04 | CAN  | Clayton Gerein          | AUS  | Greg Smith         | USA  | Patrick Cottini   |
| T52-53 | 10:46.83 | MEX  | Saul Mendoza            | BEL  | Steve Orens        | SUI  | Franz Nietlispach |

#### 10.000 m
| Klasse | tijd     | land | Goud               | land | Zilver            | land | Brons                 |
| ------ | -------- | ---- | ------------------ | ---- | ----------------- | ---- | --------------------- |
| T10    | 34:53.29 | MEX  | Alejandro Guerrero | USA  | Henry Willis      | POR  | Carlos Amara Ferreira |
| T11    | 32:20.27 | GBR  | Noel Thatcher      | POL  | Waldemar Kikolski | LTU  | Kestutis Bartkenas    |
| T12    | 33:34.42 | CUB  | Diosmani Gonzalez  | GBR  | Mark Farnell      | MDA  | Nikolai Tchoumak      |
| T52-53 | 21:58.31 | SUI  | Heinz Frei         | BEL  | Steve Orens       | THA  | Prasopchoke Klunngern |

### Kegelwerpen
| Klasse | Afstand | land | Goud           | land | Zilver           | land | Brons        |
| ------ | ------- | ---- | -------------- | ---- | ---------------- | ---- | ------------ |
| F50    | 25.84   | GBR  | Stephen Miller | GBR  | James Richardson | USA  | Aaron Little |

### Discuswerpen
| Klasse | Afstand | land | Goud                | land | Zilver                  | land | Brons                  |
| ------ | ------- | ---- | ------------------- | ---- | ----------------------- | ---- | ---------------------- |
| F10    | 40.12   | ESP  | Alfonso Fidalgo     | GER  | Siegmund Turteltaube    | BLR  | N. Denissevitch        |
| F11    | 43.10   | RUS  | Serguei Khodakov    | UKR  | Vasyl Lishchynskyy      | BUL  | Gueorgui Sakelarov     |
| F12    | 47.56   | CHN  | Hai Tao Sun         | AUS  | Russell Short           | CAN  | Jason Delesalle        |
| F32-33 | 31.56   | GER  | Andreas Mueller     | FRA  | Antoine Delaune         | AUS  | Stephen Eaton          |
| F34/37 | 41.24   | CAN  | James Shaw          | USA  | Denton Johnson          | GBR  | Paul Williams          |
| F35    | 35.92   | IRI  | Hossein Bargh       | CZE  | Milan Kubala            | NED  | Willem Noorduin        |
| F36    | 38.40   | BRA  | Damien Burroughs    | TUN  | Abdel Jabbar Dhifallah  | BRA  | Anderson Santosh       |
| F41    | 51.12   | EGY  | Ahmed Dahy          | ISR  | Nachman Wolf            | EGY  | Ahmed Abd Elgawad      |
| F42    | 43.26   | BEL  | Gino De Keersmaeker | GER  | Horst Beyer             | AUS  | John Eden              |
| F43-44 | 53.08   | USA  | Shawn Brown         | CHN  | Xiuqing Li              | GER  | Klaus Kulla            |
| F46    | 45.20   | POL  | Jerzy Dabrowski     | POL  | Tomasz Rebisz           | EGY  | Ayman Abou Elata       |
| F51    | 16.48   | IRI  | Ghader Modabber Raz | ARG  | Horacio Bascioni        | USA  | Douglas Heir           |
| F52    | 20.34   | IRI  | A. Loreh Jokar      | JOR  | Imad Gharbawi           | USA  | Gabriel Diaz de Leon   |
| F53    | 28.04   | RSA  | Leon Labuschagne    | IRI  | Mokhtar Nourafshan      | ESP  | Francisco Jesus Mendez |
| F54    | 33.24   | CAN  | Jacques Martin      | USA  | Marc Fenn               | IRL  | Sean O'Grady           |
| F55    | 36.06   | RSA  | Steyn Humphries     | IRI  | Mohammad Sadeghimehryar | GBR  | Kevan Baker            |
| F56    | 41.34   | USA  | Larry Hughes        | ITA  | Maurizio Nalin          | EGY  | H. Abdel Latif         |
| F57    | 50.66   | EGY  | Mohamed Gawad       | EGY  | Hany Elbehiry           | RSA  | Stephanus Lombaard     |

### Hoogspringen
| Klasse | Hoogte | land | Goud        | land | Zilver      | land | Brons            |
| ------ | ------ | ---- | ----------- | ---- | ----------- | ---- | ---------------- |
| F10-11 | 1.85   | BLR  | Oleg Chepel | ESP  | Alejo Velez | JPN  | Shigeo Yoshihara |
| F42-44 | 1.92   | CHN  | Bin Hou     | GBR  | Alan Earle  | GER  | Juergen Kern     |

### Speerwerpen
| Klasse | Afstand | land | Goud                         | land | Zilver             | land | Brons                 |
| ------ | ------- | ---- | ---------------------------- | ---- | ------------------ | ---- | --------------------- |
| F10    | 42.60   | JPN  | Mineho Ozaki                 | LTU  | Vytautas Girnius   | USA  | Richard Ruffalo       |
| F11    | 58.48   | POL  | Miroslaw Pych                | GER  | Siegmund Hegeholz  | GBR  | Mark Whiteley         |
| F12    | 51.50   | CHN  | Hai Tao Sun                  | CAN  | France Gagne       | GER  | Thomas Validis        |
| F34/37 | 34.70   | AUS  | Brian Harvey                 | GBR  | Paul Williams      | CAN  | James Shaw            |
| F35    | 31.74   | KUW  | Fahed Al-Mutairi             | GBR  | Keith Gardner      | KOR  | Yeon Choi             |
| F36    | 45.54   | GBR  | Kenneth Churchill            | RSA  | Jacobus Jonker     | RSA  | Jaco Janse van Vuuren |
| F41    | 44.44   | KEN  | Christopher Moori            | EGY  | Ahmed Dahy         | EGY  | Ahmed Abd Elgawad     |
| F42    | 49.70   | CUB  | Guillermo Perez              | DEN  | Jakob Mathiasen    | GER  | Roberto Simonazzi     |
| F43-44 | 53.54   | CHN  | Si Lao Ha                    | FRA  | Lutovico Halagahu  | GER  | Dirk Mimberg          |
| F46    | 53.58   | GER  | Joerg Schiedek               | FRA  | Patita Tuipoloto   | POL  | Tomasz Rebisz         |
| F51    | 15.68   | IRI  | Ghader Modabber Raz          | NZL  | David MacCalman    | USA  | Douglas Heir          |
| F52    | 16.72   | MEX  | Adrian Paz                   | NZL  | Peter Martin       | IRI  | A. Loreh Jokar        |
| F53    | 25.78   | IRI  | Mokhtar Nourafshan           | FIN  | Rauno Saunavaara   | AUS  | Bruce Wallrodt        |
| F54    | 29.32   | FIN  | Mikael Saleva                | CAN  | Jacques Martin     | SLO  | Janez Roskar          |
| F55    | 26.00   | CZE  | Stefan Danko                 | USA  | Robert Balk        | KUW  | Mashal Al-Otaibi      |
| F56    | 40.42   | IRI  | Mohammad Reza Mirzaei Jaberi | CZE  | Rostislav Pohlmann | RSA  | Steyn Humphries       |
| F57    | 51.06   | RSA  | Stephanus Lombaard           | KUW  | Aly Mohamed        | EGY  | Mohamed Hassan        |

### Verspringen
| Klasse | Afstand | land | Goud                  | land | Zilver             | land | Brons               |
| ------ | ------- | ---- | --------------------- | ---- | ------------------ | ---- | ------------------- |
| F10    | 6.67    | ESP  | Jose Manuel Rodriguez | RUS  | Sergey Sevostianov | CHN  | Sen Wang            |
| F11    | 6.74    | FRA  | Stephane Bozzolo      | ESP  | Moises Esmeralda   | ESP  | Juan Viedma         |
| F12    | 7.17    | CUB  | Enrique Caballero     | BLR  | Ihar Fartunau      | BEL  | Kurt Van Raefelghem |
| F34-37 | 5.74    | AUS  | Darren Thrupp         | GER  | Peter Haber        | BRA  | Douglas Amador      |
| F42    | 5.20    | SUI  | Lukas Christen        | GER  | Gunther Belitz     | AUT  | Andreas Siegl       |
| F44    | 5.80    | SUI  | Urs Kolly             | SUI  | Patrick Stoll      | AUS  | Bradley Thomas      |
| F45-46 | 6.75    | ESP  | Ruben Alvarez         | NGR  | Adeoye Ajibola     | GRE  | Georgios Toptsis    |
| MH     | 6.81    | GBR  | Nigel Bourne          | TUN  | Wissem Ben Bahri   | USA  | Wardell Gadson      |

### Marathon
| Klasse | tijd    | land | Goud               | land | Zilver             | land | Brons              |
| ------ | ------- | ---- | ------------------ | ---- | ------------------ | ---- | ------------------ |
| T10    | 2:50:56 | JPN  | Harumi Yanagawa    | ITA  | Carlos Durante     | MEX  | Nicolas Ledezma    |
| T11    | 2:34:57 | POL  | Waldemar Kikolski  | POL  | Tomasz Chmurzynski | ESP  | Francisco Perez    |
| T12    | 2:39:23 | SVK  | Anton Sluka        | GBR  | Mark Farnell       | POR  | J. Onofre da Costa |
| T42-46 | 2:31:15 | ESP  | Javier Conde       | ESP  | Joseba Larrinaga   | GBR  | Mark Brown         |
| T50    | 2:49:11 | GER  | Heinrichl Koeberle | USA  | Bart Dodson        | SWE  | Tim Johansson      |
| T51    | 2:07:08 | CAN  | Brent McMahon      | CAN  | Clayton Gerein     | USA  | Patrick Cottini    |
| T52-53 | 1:29:44 | SUI  | Franz Nietlispach  | JPN  | Kazuya Murozuka    | SUI  | Heinz Frei         |

### Vijfkamp
| Klasse | punten | land | Goud               | land | Zilver              | land | Brons            |
| ------ | ------ | ---- | ------------------ | ---- | ------------------- | ---- | ---------------- |
| P10    | 2597   | RUS  | Sergey Sevostianov | GER  | Rayk Haucke         | BLR  | Victor Joukovski |
| P11    | 3118   | POL  | Miroslaw Pych      | FRA  | Stephane Bozzolo    | SVK  | Frantisek Godri  |
| P12    | 3050   | CAN  | Jason Delesalle    | BEL  | Kurt Van Raefelghem | BLR  | Ihar Fartunau    |
| P42    | 4316   | GER  | Horst Beyer        | AUS  | Kerrod McGregor     | DEN  | Jakob Mathiasen  |
| P44    | 4947   | SUI  | Urs Kolly          | USA  | Thomas Bourgeois    | USA  | Douglas Collier  |
| P53-57 | 5130   | ITA  | Maurizio Nalin     | USA  | Robert Balk         | USA  | Jerry Deets      |

### Kogelstoten
| Klasse | Afstand | land | Goud                | land | Zilver                  | land | Brons              |
| ------ | ------- | ---- | ------------------- | ---- | ----------------------- | ---- | ------------------ |
| F10    | 13.30   | ESP  | Alfonso Fidalgo     | BLR  | N. Denissevitch         | ESP  | Andres Martinez    |
| F11    | 13.66   | UKR  | Vasyl Lishchynskyy  | AUT  | Karl Mayr               | RUS  | Serguei Khodakov   |
| F12    | 15.66   | CHN  | Hai Tao Sun         | AUS  | Russell Short           | LTU  | Rolandas Urbonas   |
| F32-33 | 10.45   | AUS  | Hamish MacDonald    | GER  | Andreas Mueller         | GBR  | Daniel West        |
| F34/37 | 11.55   | CAN  | James Shaw          | CZE  | Miroslav Janecek        | CZE  | Roman Kolek        |
| F35    | 13.74   | NED  | Willem Noorduin     | BEL  | Alex Hermans            | AUT  | Wolfgang Dubin     |
| F36    | 13.74   | RSA  | Gert van der Merwe  | SLO  | Franjo Izlakar          | GBR  | Kenneth Churchill  |
| F41    | 13.91   | EGY  | Ahmed Abd Elgawad   | EGY  | Ashraf Elsafi           | ESP  | Juan Lebrero       |
| F42    | 11.79   | BEL  | Thierry Daubresse   | GER  | Detlef Eckert           | GER  | Horst Beyer        |
| F43-44 | 14.23   | FRA  | Lutovico Halagahu   | GER  | Joerg Frischmann        | USA  | Asa Ison           |
| F46    | 14.50   | POL  | Jerzy Dabrowski     | POL  | Tomasz Rebisz           | CHN  | Hongru Liu         |
| F51    | 7.17    | IRI  | Ghader Modabber Raz | USA  | Douglas Heir            | CAN  | Hal Merrill        |
| F52    | 7.69    | NZL  | Peter Martin        | BRA  | Josias Lima             | MEX  | Mauro Maximo       |
| F53    | 9.12    | AUS  | Bruce Wallrodt      | IRI  | Mokhtar Nourafshan      | USA  | Jerry Deets        |
| F54    | 10.90   | USA  | Arnold Astrada      | GBR  | David Dudley            | GRE  | Stefanos Anargyory |
| F55    | 9.78    | GRE  | D. Kostantagas      | IRI  | Mohammad Sadeghimehryar | AUS  | Terry Giddy        |
| F56    | 12.86   | RSA  | Michael Louwrens    | RSA  | Steyn Humphries         | ITA  | Maurizio Nalin     |
| F57    | 14.28   | RSA  | Stephanus Lombaard  | EGY  | Hany Elbehiry           | EGY  | Shaaban El Khatib  |

### Hink-stap-springen
| Klasse | Afstand | land | Goud                  | land | Zilver        | land | Brons            |
| ------ | ------- | ---- | --------------------- | ---- | ------------- | ---- | ---------------- |
| F10    | 12.93   | ESP  | Jose Manuel Rodriguez | CHN  | Sen Wang      | BLR  | Victor Joukovski |
| F11    | 14.10   | ESP  | Juan Viedma           | CHN  | Wentao Huang  | UKR  | Ihor Horbenko    |
| F12    | 14.87   | CUB  | Enrique Caballero     | BLR  | Ihar Fartunau | GER  | Ulrich Striegel  |
| F45-46 | 13.39   | CHN  | Xueen Zhao            | GER  | Florian Bohl  | ESP  | Ruben Alvarez    |

## Vrouwen

### Hardlopen

#### 100 m
| Klasse | tijd  | land | Goud                    | land | Zilver           | land | Brons             |
| ------ | ----- | ---- | ----------------------- | ---- | ---------------- | ---- | ----------------- |
| T10    | 12.59 | ESP  | Purificacion Santamarta | BRA  | Adria Santos     | ESP  | Raquel Diaz       |
| T11    | 13.02 | ESP  | Beatriz Mendoza         | GER  | Claire Brunotte  | BRA  | Maria Jose Alves  |
| T32-33 | 19.89 | JPN  | Noriko Arai             | USA  | Linda Mastandrea | USA  | Sheila O'Neil     |
| T34-35 | 15.78 | GBR  | Caroline Innes          | ESP  | Maria Alvarez    | GER  | Cornelia Teubner  |
| T36-37 | 14.79 | AUS  | Katrina Webb            | GER  | Isabelle Foerder | AUS  | Alison Quinn      |
| T42-46 | 12.78 | EST  | Annely Ojastu           | GER  | Jessica Sachse   | AUS  | Amy Winters       |
| T52    | 16.62 | USA  | Leann Shannon           | GBR  | Tanni Grey       | CAN  | Colette Bourgonje |
| T53    | 16.70 | CAN  | Chantal Petitclerc      | USA  | Cheri Becerra    | GBR  | Nicola Jarvis     |

#### 200 m
| Klasse | tijd  | land | Goud                    | land | Zilver           | land | Brons             |
| ------ | ----- | ---- | ----------------------- | ---- | ---------------- | ---- | ----------------- |
| MH     | 26.79 | AUS  | Sharon Rackham          | CAN  | Tracey Melesko   | AUS  | Lisa Llorens      |
| T10    | 25.45 | ESP  | Purificacion Santamarta | BRA  | Adria Santos     | ITA  | Maria Ligorio     |
| T11    | 26.32 | ESP  | Beatriz Mendoza         | GER  | Claire Brunotte  | BRA  | Maria Jose Alves  |
| T32-33 | 35.30 | USA  | Linda Mastandrea        | JPN  | Noriko Arai      | IRL  | Mary Rice         |
| T34-37 | 30.70 | AUS  | Katrina Webb            | GER  | Isabelle Foerder | ESP  | Alicia Martinez   |
| T42-46 | 25.97 | AUS  | Amy Winters             | EST  | Annely Ojastu    | BLR  | Iryn Leantsiuk    |
| T51    | 41.11 | NZL  | Cristeen Smith          | MEX  | Leticia Torres   | SUI  | Ursina Greuter    |
| T52    | 29.76 | NZL  | Leann Shannon           | GBR  | Tanni Grey       | CAN  | Colette Bourgonje |
| T53    | 29.41 | CAN  | Chantal Petitclerc      | USA  | Cheri Becerra    | GBR  | Nicola Jarvis     |

#### 400 m
| Klasse | tijd    | land | Goud                    | land | Zilver             | land | Brons          |
| ------ | ------- | ---- | ----------------------- | ---- | ------------------ | ---- | -------------- |
| T10    | 58.16   | ESP  | Purificacion Santamarta | BRA  | Adria Santos       | ITA  | Maria Ligorio  |
| T11    | 59.39   | RUS  | Rima Batalova           | ESP  | Maria Ortega       | RUS  | Elena Jdanova  |
| T51    | 1:21.99 | SUI  | Ursina Greuter          | USA  | Jean Waters        | MEX  | Leticia Torres |
| T52    | 57.55   | USA  | Leann Shannon           | GBR  | Tanni Grey         | FRA  | Joelle Vogel   |
| T53    | 54.96   | AUS  | Louise Sauvage          | CAN  | Chantal Petitclerc | USA  | Cheri Becerra  |

#### 800 m
| Klasse | tijd    | land | Goud           | land | Zilver             | land | Brons               |
| ------ | ------- | ---- | -------------- | ---- | ------------------ | ---- | ------------------- |
| 10-11  | 2:15.65 | RUS  | Rima Batalova  | GER  | Claudia Meier      | LTU  | Sigita Markeviciene |
| T51    | 2:43.17 | JPN  | Teruyo Tanaka  | NZL  | Cristeen Smith     | SUI  | Ursina Greuter      |
| T52    | 1:55.12 | GBR  | Tanni Grey     | USA  | Leann Shannon      | USA  | Ann Walters         |
| T53    | 1:52.80 | AUS  | Louise Sauvage | CAN  | Chantal Petitclerc | USA  | Cheri Becerra       |

#### 1500 m
| Klasse | tijd    | land | Goud           | land | Zilver             | land | Brons               |
| ------ | ------- | ---- | -------------- | ---- | ------------------ | ---- | ------------------- |
| 10-11  | 4:51.17 | RUS  | Rima Batalova  | GER  | Claudia Meier      | LTU  | Sigita Markeviciene |
| T52-53 | 3:30.45 | AUS  | Louise Sauvage | CAN  | Chantal Petitclerc | USA  | Jean Driscoll       |

#### 3000 m
| Klasse | tijd     | land | Goud          | land | Zilver        | land | Brons              |
| ------ | -------- | ---- | ------------- | ---- | ------------- | ---- | ------------------ |
| 10-11  | 10:35.67 | RUS  | Rima Batalova | GER  | Claudia Meier | ITA  | Samanta Meneghelli |

#### 5000 m
| Klasse | tijd     | land | Goud           | land | Zilver        | land | Brons         |
| ------ | -------- | ---- | -------------- | ---- | ------------- | ---- | ------------- |
| T52-53 | 12:40.71 | AUS  | Louise Sauvage | USA  | Jean Driscoll | JPN  | Kazu Hatanaka |

#### 10.000 m
| Klasse | tijd     | land | Goud          | land | Zilver        | land | Brons         |
| ------ | -------- | ---- | ------------- | ---- | ------------- | ---- | ------------- |
| T52-53 | 24:21.64 | USA  | Jean Driscoll | JPN  | Kazu Hatanaka | GER  | Lily Anggreny |

### Discuswerpen
| Klasse    | Afstand | land | Goud                 | land | Zilver                   | land | Brons             |
| --------- | ------- | ---- | -------------------- | ---- | ------------------------ | ---- | ----------------- |
| F10-11    | 45.06   | CUB  | Liiudys Beliser      | CHN  | Hong Yan Xu              | CAN  | Ljiljana Ljubisic |
| F12       | 37.14   | IRL  | Bridie Lynch         | CAN  | Courtney Knight          | BLR  | Tamara Sivakova   |
| F34-35    | 19.62   | USA  | Ellen Hyman          | ARG  | Maria Angelica Rodriguez | CAN  | Kris Hodgins      |
| F41       | 30.80   | LTU  | Malda Baumgarte      | MEX  | Araceli Castro           | MEX  | Catalina Rosales  |
| F42-44/46 | 38.92   | USA  | Jennifer Barrett     | CHN  | Hong Ping Wu             | GER  | Britta Jaenicke   |
| F53-54    | 23.76   | GER  | Marianne Buggenhagen | USA  | Laura Schwanger          | GER  | Martina Willing   |
| F55-57    | 26.34   | EGY  | Karima Feleifal      | EGY  | Mervat Omar              | BRA  | Suely Guimaraes   |

### Speerwerpen
| Klasse    | Afstand | land | Goud                 | land | Zilver           | land | Brons                 |
| --------- | ------- | ---- | -------------------- | ---- | ---------------- | ---- | --------------------- |
| F10-11    | 32.04   | BEL  | Marianne van Brussel | CUB  | Liiudys Beliser  | BLR  | Yadviha Skorabahataya |
| F42-44/46 | 31.98   | AUT  | Andrea Scherney      | RUS  | Tatiana Mezinova | RUS  | Natalia Kletskova     |
| F53-54    | 22.10   | GER  | Martina Willing      | USA  | Laura Schwanger  | GER  | Marianne Buggenhagen  |
| F55-57    | 23.40   | EGY  | Zakia Abdin          | KEN  | Mary Nakhumicha  | JAM  | Sylvia Grant          |

### Verspringen
| Klasse | Afstand | land | Goud                 | land | Zilver         | land | Brons              |
| ------ | ------- | ---- | -------------------- | ---- | -------------- | ---- | ------------------ |
| F10-11 | 5.22    | ESP  | Magdalena Amo        | ESP  | Rosalia Lazaro | ESP  | Purificacion Ortiz |
| F34-37 | 4.49    | LTU  | Aldona Grigaliuniene | AUS  | Katrina Webb   | GER  | Carmen Storch      |
| F42-46 | 5.70    | BLR  | Iryna Leantsiuk      | EST  | Annely Ojastu  | GBR  | Alice Basford      |
| MH     | 4.95    | AUS  | Lisa Llorens         | CAN  | Tracey Melesko | EST  | Malle Juhkam       |

### Marathon
| Klasse | tijd    | land | Goud          | land | Zilver        | land | Brons         |
| ------ | ------- | ---- | ------------- | ---- | ------------- | ---- | ------------- |
| T52-53 | 1:51:54 | USA  | Jean Driscoll | JPN  | Kazu Hatanaka | USA  | Deanna Sodoma |

### Vijfkamp
| Klasse | punten | land | Goud         | land | Zilver          | land | Brons       |
| ------ | ------ | ---- | ------------ | ---- | --------------- | ---- | ----------- |
| P10-12 | 3661   | USA  | Marla Runyan | RUS  | Olga Tchourkina | EST  | Helena Silm |

### Kogelstoten
| Klasse    | Afstand | land | Goud                 | land | Zilver              | land | Brons                   |
| --------- | ------- | ---- | -------------------- | ---- | ------------------- | ---- | ----------------------- |
| F10-11    | 12.12   | CHN  | Hong Yan Xu          | AUS  | Jodi Willis-Roberts | CAN  | Ljiljana Ljubisic       |
| F12       | 12.51   | BLR  | Tamara Sivakova      | USA  | Marla Runyan        | IRL  | Bridie Lynch            |
| F32-33    | 8.36    | GER  | Birgit Pohl          | GBR  | Janice Lawton       | IRL  | Sharon Rice             |
| F41       | 9.07    | LTU  | Malda Baumgarte      | MEX  | Catalina Rosales    | IRL  | Grainne Barrett-Condron |
| F42-44/46 | 11.06   | CHN  | Hong Ping Wu         | GER  | Britta Jaenicke     | USA  | Jennifer Barrett        |
| F53-54    | 8.39    | GER  | Marianne Buggenhagen | USA  | Laura Schwanger     | GER  | Martina Willing         |
| F55-57    | 7.83    | EGY  | Mervat Omar          | EGY  | Zakia Abdin         | EGY  | Sohir Elkoumy           |

Atletiek · Bankdrukken · Basketbal · Boogschieten · Boccia · CP-voetbal · Goalball · Judo · Koersbal · Paardensport · Schermen · Schietsport · Tafeltennis · Tennis · Volleybal · Wielersport · Zeilen · Zwemmen
Rome 1960 ·
Tokio 1964 ·
Tel Aviv 1968 ·
Heidelberg 1972 ·
Toronto 1976 ·
Arnhem 1980 ·
New York & Stoke Mandeville 1984 ·
Seoel 1988 ·
Barcelona 1992 ·
Atlanta 1996 ·
Sydney 2000 ·
Athene 2004 ·
Peking 2008 ·
Londen 2012 ·
Rio de Janeiro 2016 ·
Tokio 2020 ·
Parijs 2024 ·
Los Angeles 2028